# Serge Vieira
Pour les articles homonymes, voir Vieira.
Serge Vieira, né le 4 avril 1977 à Clermont-Ferrand et mort le 1er juillet 2023 à Chaudes-Aigues, est le chef cuisinier étoilé du restaurant éponyme Serge Vieira, situé au château de Couffour, et lauréat 2005 du Bocuse d'or.

## Biographie

### Enfance
Serge Vieira est né à Clermont-Ferrand en 1977 de parents portugais, João et Maria Irene Vieira,,. Il est le cadet des cinq frères et sœurs et son père est ouvrier chez Michelin,.

### Formation
Il obtient un CAP puis un BEP mais se voit refuser l'entrée au Lycée hôtelier de Chamalières. Il fait alors ses débuts à Chamalières chez le chef Dominique Robert à «La Gravière» à partir de 1993 et jusqu'en 1997,. Il poursuit ensuite sa formation comme chef de partie chez le chef Bernard Andrieu à Clermont-Ferrand (juillet 1997-mai 1998) puis au «Château de Marçay» à Chinon (mai-novembre 1998). Il enchaîne les restaurants trois étoiles, à commencer par trois années à Saint-Père-sous-Vézelay sous le chef Marc Meneau de «L’Espérance» comme chef de partie à partir de septembre 1999. Régis Marcon le prend ensuite pendant trois ans à Saint-Bonnet-le-Froid au restaurant L’Auberge des Cimes comme second à partir de mars 2003.

### Bocuse d'Or et 2 étoiles
En 2005, il remporte le Bocuse d'Or, préparé avec l'aide des conseils de Régis Marcon. À partir de ce moment, il parcourt le monde pour des stages professionnels et différentes prestations. En 2009, il décide de s'installer dans le Cantal et ouvre, le 10 avril, un restaurant portant son nom au château de Couffour à Chaudes-Aigues. 
La cuisine de Serge Vieira se caractérise par l'absence de plat-signature. Pour lui, « Le plat-signature est une prison. Je veux que les gens viennent chez nous parce qu'ils ne savent pas ce qu'ils vont déguster. Le renouveau est primordial ».

### Ouverture du Sodade
En 2019, il ouvre un deuxième établissement, formé d'un hôtel quatre étoiles et d'un restaurant brasserie de 50 à 60 couverts baptisé «Sodade» rappelant ses origines portugaises,. Il choisit de mettre à la tête de cet établissement le chef Aurélien Gransagne qui deviendra finaliste du concours de Meilleur ouvrier de France. Il préside l'équipe de France du Bocuse d'Or. Il a aussi aidé et entraîné l'équipe d'Australie pour les Bocuse d'Or. Il aide le chef Davy Tissot à remporter le Bocuse d'Or 2021. En janvier 2020, son restaurant Château de Couffour est labellisé gastronomie durable.

### Investissement caritatif
Très investi, Serge Vieira a organisé le tournoi des étoilés, un tournoi de football auquel près de 500 chefs étoilés ont participé et dont les profits sont destinés à l'association «Les enfants du jardin».

### Vie privée
Il rencontre sa future épouse, Marie-Aude au Château de Marçay alors qu'elle y était stagiaire en cuisine. Marie-Aude Vieira est fille de chevriers et le couple a deux enfants. Marie-Aude Vieira est distinguée en janvier 2020 d'un Service Award par le Guide Michelin.

## Publications
- Serge Vieira et Catherine Guérin (préf. Marc Meneau et Régis Marcon, photogr. Pierre Soissons), Émotion culinaire, Quelque part sur terre... éditions, 296 p. (ISBN 978-2-918581-15-4). Cet ouvrage comprenant 53 recettes a obtenu le prix Gourmand World Cookbook Awards 2017 dans la catégorie livre de Chefs[12], et le Prix spécial du jury Pierre-Christian Taittinger récompensant la qualité photographique[13].

## Décoration
- Chevalier de l'ordre national du Mérite (juin 2022)
- Chevalier de l'Ordre français du rayonnement gastronomique (remis à titre posthume en juillet 2023[14])